# Departamentul Djoue
Departamentul Djoue  este un departament din provincia Haut-Ogooué  din Gabon. Reședința sa este orașul Onga.